# Seneghe
Seneghe ist eine Gemeinde in der Provinz Oristano in der Region Sardinien in Italien mit 1620 Einwohnern (Stand 31. Dezember 2023). Die Gemeinde liegt 25 km nördlich der Provinzhauptstadt Oristano.
Die Nachbargemeinden sind Bonarcado, Cuglieri, Milis, Narbolia, San Vero Milis, Santu Lussurgiu.

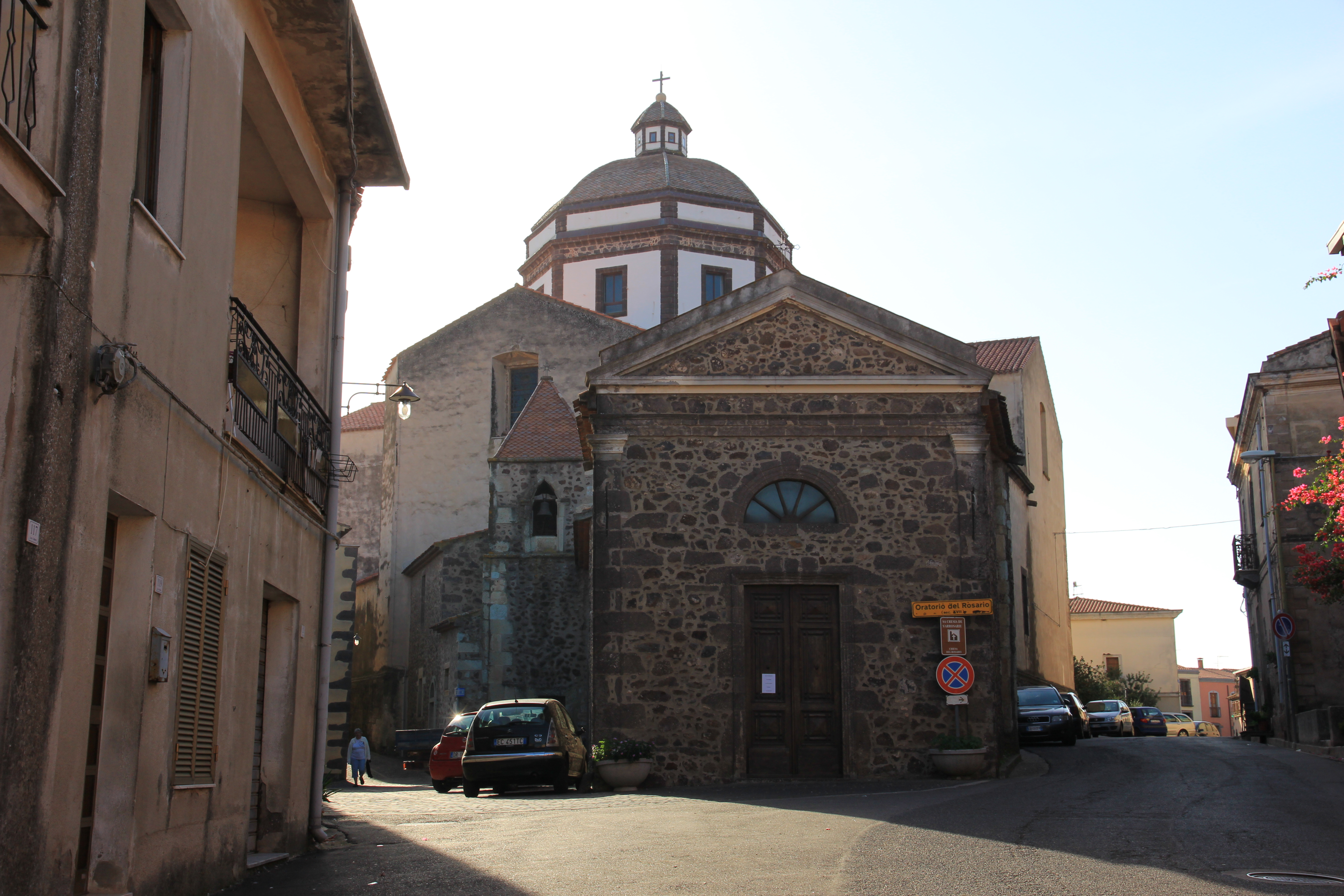
Oratorio del Rosario

Der Name des Ortes bedeutet alt. Schon zu Zeiten der Phönizier und der Römer lebten hier Menschen. Der Ort ist landwirtschaftlich geprägt, 35 % der Bevölkerung arbeiteten in der Schafs- und Rinderzucht.
Beim Ort liegt die Nuraghe Mesu Maiore und das Gigantengrab Sa Facch'e s'altare.